# Ryuta Hara
Ryuta Hara (原 竜太 Hara Ryūta?, nacido el 19 de abril de 1981 en Meguro, Tokio) es un exfutbolista japonés. Jugaba de delantero y su último club fue el Shonan Bellmare de Japón.

## Trayectoria

### Clubes
| Club                 | País  | Año         |
| -------------------- | ----- | ----------- |
| Nagoya Grampus Eight | Japón | 2000 - 2003 |
| Kyoto Purple Sanga   | Japón | 2004        |
| Montedio Yamagata    | Japón | 2005 - 2006 |
| Shonan Bellmare      | Japón | 2007 - 2009 |